# Yaiza Martínez
Yaiza Martínez Montesdeoca (Las Palmas de Gran Canaria, España, 1973) es una poeta, narradora, profesora y periodista especializada en divulgación científica. Dirigió la revista Tendencias21 durante más de una década, hasta finales de 2017. 
Licenciada en Filología Hispánica por la Universidad Complutense de Madrid, ha sido una de las impulsoras del Proyecto Genialogías de la Asociación Genialogías de mujeres poetas, que trabaja para dar a conocer las voces de las grandes poetas españolas del XX y XXI. Con este fin, entre otras actividades e iniciativas, Genialogías ha lanzado la colección de poesía de mujeres Genialogías.  
Como autora, ha sido incluida en múltiples antologías y libros conjuntos; y parte de su obra ha sido traducida al inglés, al griego y al noruego. Poemas suyos han aparecido publicados en diversos medios como ABC, El signo del gorrión, Vera, Los noveles, Sol Negro, Artes Hoy, Afterspot, etc.

### Poesía
- Rumia Lilith (Colección Zigurat, Ateneo Obrero de Gijón, 2002)
- El hogar de los animales Ada (Editorial Devenir, 2007)
- Agua (Ediciones Idea, 2008)
- Siete-Los perros del cielo (Leteo, 2010)
- Caoscopia (Amargord, 2012)
- El argumento de la realidad, colección Ejemplar Único. Con interpretaciones pictóricas de los poemas realizadas por Gabriel Viñals (junio de 2014). Edición digital en Ediciones Tigres de Papel. (noviembre de 2014)
- La nada que parpadea, Colección eme, Ediciones La Palma (2016).
- Cuando. Proyecto Artemisia "Atravesar el bosque"(2016).
- Tratado de las mariposas (Ediciones Tigres de Papel, 2018. Reedición mejorada con sendos prólogos de Juan Hermoso Durán y Carmen Anisa y un glosario naturalista de mariposas, 2021).
- Árula (galería Luis Burgos de Madrid, en colaboración con el pintor Tony Squance).
- La escuela de las órbitas (Olé Libros, Colección Libros de la Hospitalidad, 2022).

### Narrativa
- Las mujeres solubles (Novela. Lulu.com, 2008)
- Interbrain (Novela juvenil. Mandala, 2017).
- Naturaleza de la luz (Ediciones Eolas, 2023)

### Antologías y libros conjuntos
- Poetas en blanco y negro. Contemporáneos (Abada Editores, 2006)
- Antología de relato breve Tripulantes (Editorial Eclipsados, 2007)
- Por donde pasa la poesía (Baile del Sol, 2011)
- La voz de la ciencia (PIAS Spain, 2012)
- Los colores del conocimiento (Lola Books, 2013)
- Antología de Poesía Iberoamericana Contemporánea en Griego de Vakxikon (2013)
- Desviada Luz. Antología gongorina para el siglo XXI (Delirio, 2014)
- Marca(da) España (Amargord, 2014)
- La Europa de las Escritoras (Gobierno de Cantabria, 2015)
- Limados (Amargord, 2016)
- (Tras)lúcidas (Bartleby, 2016)
- Sombras diversas. Diecisiete poetas españolas actuales (1970-1991). (Amalia Iglesias, Vaso Roto, 2017).
- La elegancia del agua que resbala entre los dedos (Traducción de 66 poetas españolas al árabe. Al Faisal editorial, Riadh, Arabia Saudita, 2017).
- Polifonía de lo inmanente (Gregorio Muelas y José Antonio Olmedo López Amor, Lastura, 2018).
- Poetas de las islas Canarias (Ed. Oswaldo Guerra Sánchez, José Miguel Perera, Miguel Pérez Alvarado, Ianua Editora, 2019).
- Espejo a través (Rumores de Artemisia, 2019).
- Las sirenas que provocaron a Ulises. Cuaderno de voces. Esperanza d'Ors en diálogo con 24 poetas españolas o residentes en España (Ed. Huerga y Fierro, 2025).